# Filippo Calandrini
Filippo Calandrini (ur. 1403, zm. 18 lipca 1476) – włoski duchowny. Przyrodni brat papieża Mikołaja V, który w 1447 mianował go biskupem Bolonii, a rok później kardynałem. W 1452 towarzyszył Fryderykowi III w jego podróży na koronację cesarską do Rzymu. Na konklawe 1458 był wysuwany jako kandydat na papieża (dostał 5 głosów na 18 w pierwszym głosowaniu). Wielki penitencjariusz od 30 grudnia 1458. Biskup Albano (1468–1471) i Porto e Santa Rufina (1471–1476). Zmarł w Bagnoregio w wieku 73 lat.